# گادالاکندا گانش
گادالاکندا گانش (به انگلیسی: Gaddalakonda Ganesh) فیلمی هندی محصول سال ۲۰۱۹ و به کارگردانی هاریش شانکار است. در این فیلم بازیگرانی همچون وارون تج، آتاروا، پوجا هگده، میرنالینی راوا، نیتین و دیمپل هایاتی ایفای نقش کرده‌اند.